# Скевофилакс
Скевофи́лакс (греч. σκευοφύλαξ — «сосудохранитель» от греч. σκεῦος — «сосуд» + греч. φῠλάσσω — «сторожить, охранять») — чин патриаршей Константинопольской церкви в Средние века.
Должность была известна и пользовалась почётом уже в начале VI века, но едва ли в это время она была общим учреждением в церкви, Вероятнее, что она существовала только при церквах, богатых утварью — это видно из того, что заведование церковной утварью в этом веке поручалось иногда лицам, облечённым другой должностью.
Заведовали всею церковной утварью и распоряжались её употреблением при богослужении. Со времени образования патриаршего двора скевофилакс вошёл в состав первой пентады (пятерицы) и занял в ней третье место после эконома и сакеллария.
Великий Скевофилакс стоял во главе совета, состоявшего из двенадцати скевофилаксов.
Сперва скевофилакс избирался из пресвитеров, и из диаконов, а потом постоянно из диаконов. Он носил на голове золотой венец и заседал в Синоде с патриархом. В обязанности скевофилакса была также забота о порядке богослужения. Если какая-либо церковь лишалась своего пастыря, то скевофилакс принимал на себя надзор за нею и её богослужебными принадлежностями. При богослужении скевофилакс, по древнему обычаю, стоял пред ризницей, чтобы выдавать из неё свечи и необходимые при богослужении облачения и сосуды.